# Piper rarispicum
Piper rarispicum är en pepparväxtart som beskrevs av C. Dc.. Piper rarispicum ingår i släktet Piper och familjen pepparväxter. Inga underarter finns listade i Catalogue of Life.